# Diocesi di 's-Hertogenbosch

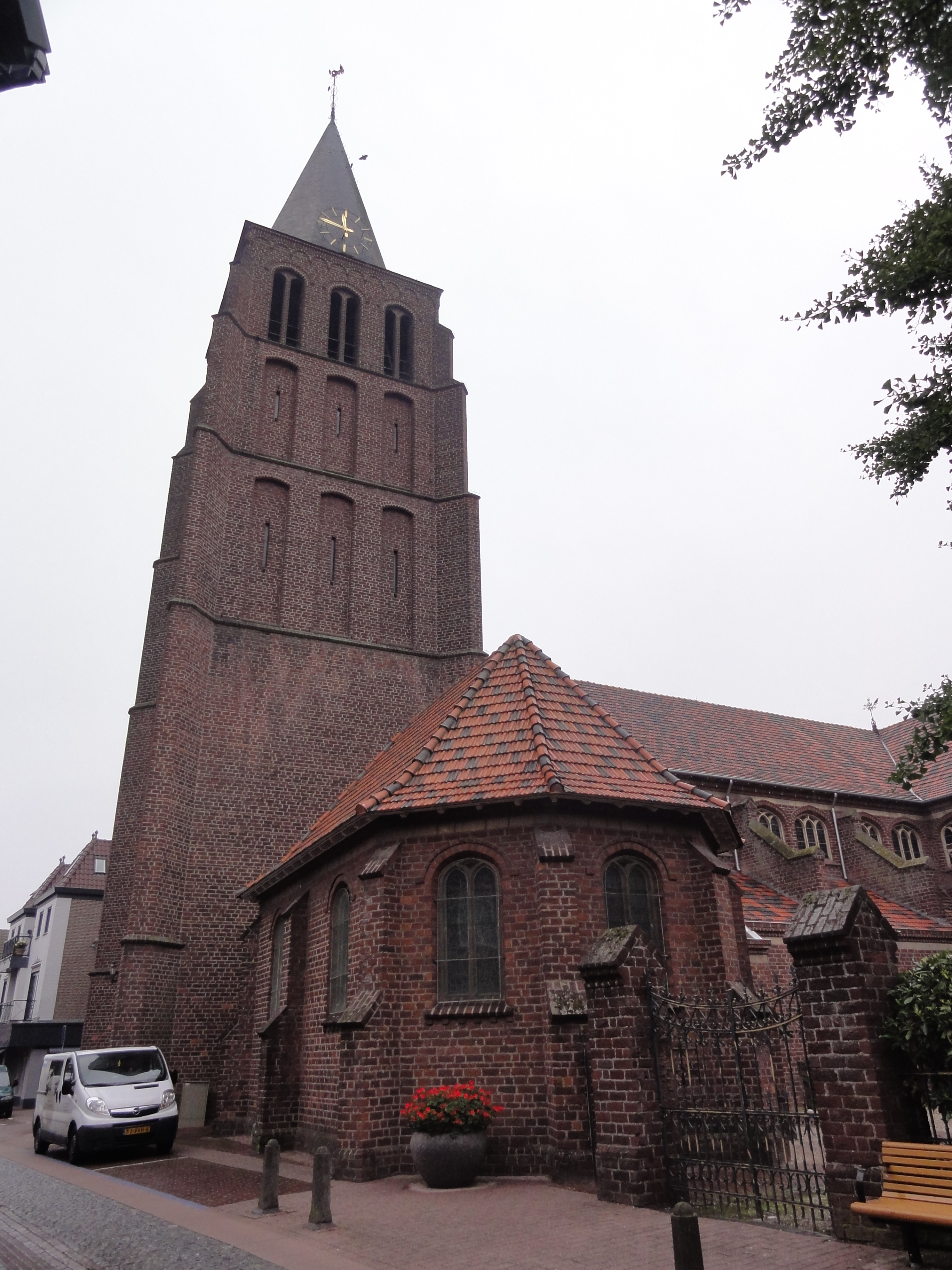
La basilica minore dei Santi Pietro e Paolo di Boxmeer.

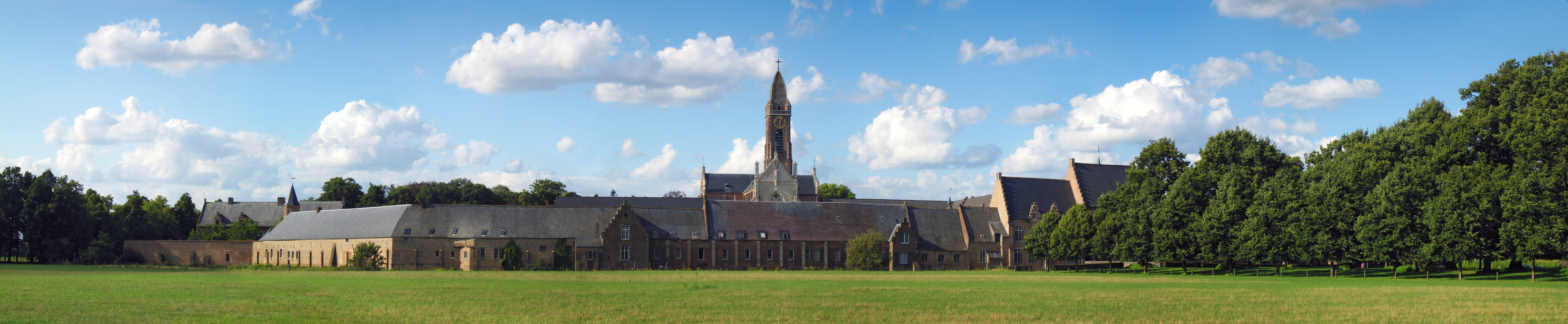
L'abbazia premostratense di Tongerloo, comune di Westerlo.

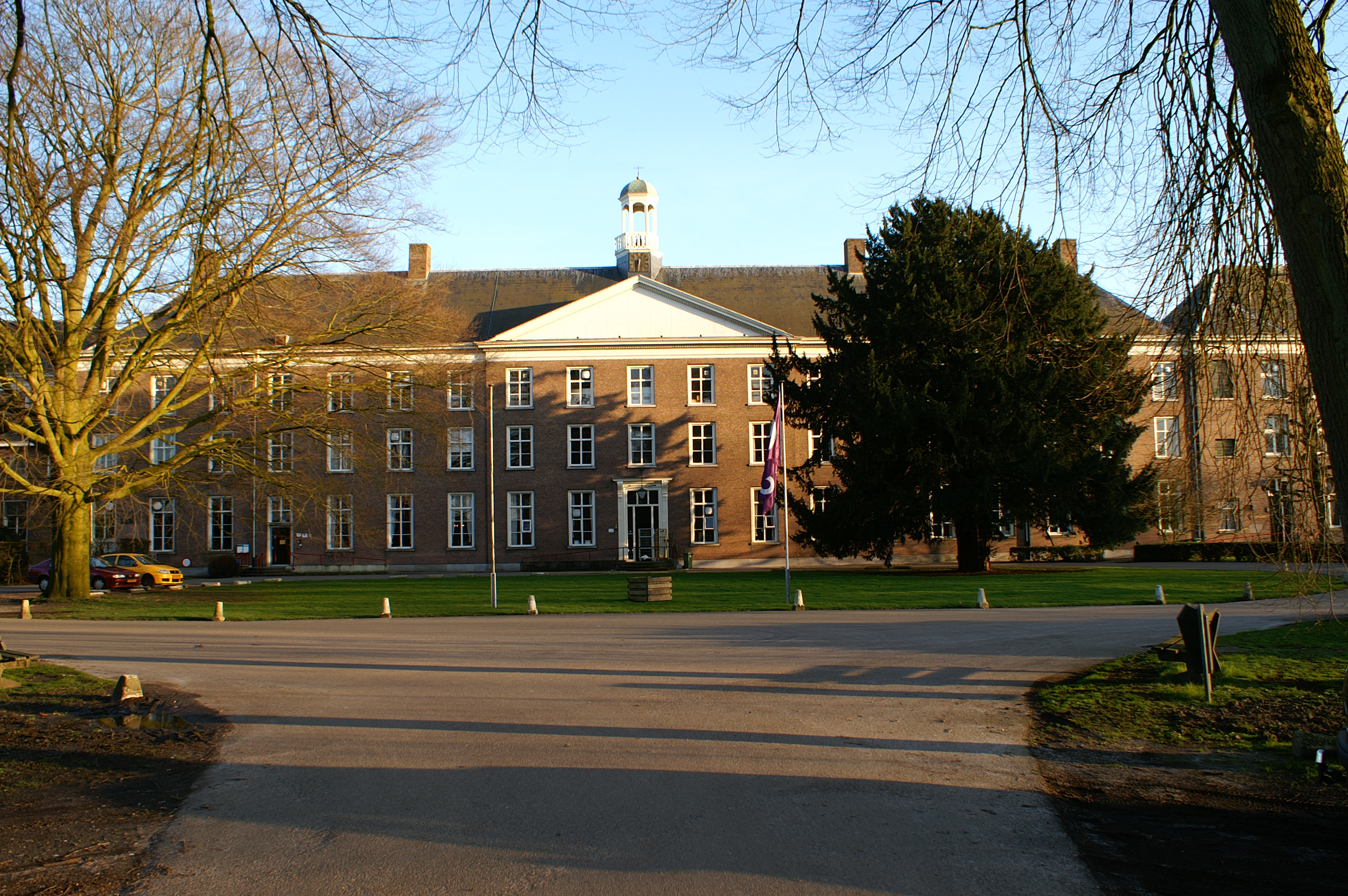
L'ex seminario di Haaren.

La diocesi di 's-Hertogenbosch (in latino: Dioecesis Buscoducensis) è una sede della Chiesa cattolica nei Paesi Bassi suffraganea dell'arcidiocesi di Utrecht. Nel 2022 contava 998.000 battezzati su 2.168.000 abitanti. È retta dal vescovo Gerard Johannes Nicolaus de Korte.

## Territorio
La diocesi comprende la provincia olandese del Brabante settentrionale, ad eccezione della parte occidentale, che è sotto la giurisdizione della diocesi di Breda.
Sede vescovile è la città di 's-Hertogenbosch, o Den Bosch, dove si trova la cattedrale di San Giovanni.
Il territorio si estende su 3.826 km² ed è suddiviso in 59 parrocchie, che fanno capo a 12 decanati.

## Storia
La diocesi di 's-Hertogenbosch fu eretta, assieme ad altre tredici nuove diocesi, il 12 maggio 1559 con la bolla Super universas di papa Paolo IV, nell'ambito della riorganizzazione ecclesiastica dei Paesi Bassi Spagnoli, già tentata con Carlo V e realizzata con Filippo II. La nuova diocesi fu ricavata dal territorio dalla diocesi di Liegi e resa suffraganea dell'arcidiocesi di Malines.
La bolla Super universas tuttavia non definiva i confini delle nuove diocesi, non stabiliva il numero delle parrocchie e soprattutto non prevedeva i mezzi di sussistenza delle rispettive mense episcopali. Una commissione incaricata di studiare questi aspetti lavorò per circa due anni, e solo l'11 marzo 1561 fu pubblicata la bolla De statu omnium ecclesiarum di papa Pio IV, che dette finalmente una fisionomia territoriale alla diocesi di 's-Hertogenbosch; come mezzo di sussistenza ai vescovi di 's-Hertogenbosch fu data in commenda l'abbazia di Tongerloo.
Il primo vescovo fu Frans van de Velde, nato a Son, che fece il suo ingresso in diocesi il 18 novembre 1562; nel 1565 pubblicò i decreti del concilio di Trento e nello stesso anno fece la visita pastorale della diocesi. Il suo successore Laurens Mets partecipò ai due concili provinciali di Malines del 1570 e del 1572; nel 1571 convocò il primo sinodo diocesano ed aprì il seminario, che tuttavia ebbe vita breve (fino al 1582).
I vescovi Clemens Crabbeels e Gijsbertus Maas soffrirono per i disordini politici e le guerre che sconvolsero l'ultima parte del XVI secolo; nel 1612 una parte della diocesi cadde sotto il potere degli Stati Generali; nel 1614 Masius tenne un secondo sinodo diocesano, dove si discusse del seminario, che fu riaperto da Nicolaas Zoesius nel 1616 per essere chiuso definitivamente nel 1629. In quest'anno infatti, dopo un lungo assedio, la città episcopale capitolò nelle mani del principe Federico Enrico, che la governò per conto degli Stati Generali. Il vescovo Michael Ophorius fu obbligato a lasciare la città con tutto il suo clero e non vi fece mai più ritorno. Il vicario capitolare Henri van den Leemputte, che in qualità di canonico della cattedrale poté rimanere a 's-Hertogenbosch, governò la diocesi fino alla morte di Ophorius nel 1637 ed anche per tutto il tempo dell'episcopato di Joseph Bergaigne, che fu incapace di far valere i suoi diritti e rimase in esilio per tutto il suo mandato. Van den Leemputte rimase vicario della diocesi fino alla sua morte nel 1657.
La pace di Vestfalia (1648) riconobbe il territorio di 's-Hertogenbosch come parte delle Province Unite e quindi soggetto agli Stati Generali. L'esercizio della religione cattolica fu proibito per legge, i beni ecclesiastici furono confiscati, ed anche i bambini vennero costretti a frequentare le scuole calviniste. I sacerdoti cattolici svolgevano il loro ministero in clandestinità, sotto l'autorità di un vicario apostolico; questi erano per la maggior parte dei semplici preti, che fino al 1726 risiedevano abitualmente in Belgio.
Nel 1726 il governo dell'Aia addolcì la sua posizione nei confronti dei cattolici e permise al vicario apostolico di soggiornare nel Paese, a patto che fosse di nazionalità olandese e che non fosse un vescovo. Nel 1794 l'esercito francese rivoluzionario conquistò la città di 's-Hertogenbosch e tutto il Brabante olandese e nel 1798, in forza della legge sulla separazione fra Stato e Chiesa, il calvinismo cessò di essere religione di Stato. Le chiese furono pian piano restituite al culto cattolico; nel 1810 fu riaperta al culto la cattedrale. A causa della chiusura della Vecchia università di Lovanio, dove finora si formavano i preti della diocesi, il vicario van Alphen aprì un seminario a 's-Hertogenbosch, successivamente trasferito in altre sedi fino a giungere a Haaren nel 1837; nel 1815 fu aperto anche un seminario minore nel castello di Beekvliet, presso Sint-Michielsgestel.
Nel 1810 Napoleone tentò di creare una nuova diocesi, comprendente il territorio di 's-Hertogenbosch, per insediarvi persone di suo favore, Pierre de Pauw (morto subito dopo la sua nomina) e Mathieu van Camp: il clero e il popolo tuttavia rifiutarono di riconoscere van Camp e di prendere parte alle solenni funzioni nella cattedrale.
Nel 1827 fu stipulato un concordato fra la Santa Sede ed il governo di Guglielmo I, che prevedeva, nei Paesi Bassi del Nord, l'erezione di due sole diocesi, quelle di Amsterdam e di 's-Hertogenbosch; la rivoluzione del 1830 fece fallire questo progetto.
Il 2 giugno 1840, in forza del breve Ubi universalis Ecclesiae di papa Gregorio XVI, il vicariato apostolico ampliò il proprio territorio.
Nel 1848 la nuova costituzione olandese garantì libertà politiche e religiose ai cattolici. Papa Pio IX, con il breve Ex qua die del 4 marzo 1853, ristabilì la gerarchia episcopale cattolica nei Paesi Bassi: Utrecht divenne la sede metropolitana, con quattro diocesi suffraganee: 's-Hertogenbosch, Haarlem, Breda e Roermond. Il vicario apostolico di 's-Hertogenbosch, Joannes Zwijsen, fu nominato arcivescovo di Utrecht e amministratore apostolico di 's-Hertogenbosch. Nel suo impegnativo lavoro fu aiutato da due vescovi ausiliari: Joannes Deppen e Adrianus Godschalk.
La statua miracolosa della Vergine Benedetta, che era stata portata in esilio a Bruxelles nel 1629 dal vescovo Michael Ophorius, il 27 dicembre 1853 fu riportata nella cattedrale di San Giovanni.
Il 28 settembre 1895 il vescovo Wilhelmus van de Ven emise il documento di fondazione della congregazione dei missionari della Sacra Famiglia, che aprirono a Grave la prima scuola apostolica per vocazioni tardive. I primi tre sacerdoti dell'istituto vennero ordinati nel 1905.

## Cronotassi dei vescovi
Si omettono i periodi di sede vacante non superiori ai 2 anni o non storicamente accertati.

### Vescovi di 's-Hertogenbosch
- Frans van de Velde † (10 marzo 1561 - 13 marzo 1570 nominato vescovo di Anversa)
- Laurens Mets † (13 marzo 1570 - 18 settembre 1580 deceduto)
  - Sede vacante (1580-1584)
- Clemens Crabbeels † (10 settembre 1584 - 22 ottobre 1592 deceduto)
- Gijsbertus Maas † (25 ottobre 1593 - 2 luglio 1614 deceduto)
- Nicolaas Zoesius † (30 marzo 1615 - 22 agosto 1625 deceduto)
- Michael Ophovius, O.P. † (22 giugno 1626 - 4 novembre 1637 deceduto)
  - Sede vacante (1637-1641)
- Joseph Bergaigne, O.F.M. † (13 maggio 1641 - 28 maggio 1646 nominato arcivescovo di Cambrai)

### Vicari apostolici
- Eugenius Albertus d'Allamont[9] † (8 novembre 1662 - 7 giugno 1666 nominato vescovo di Gand)
- Jadocus Houbraken † (30 giugno 1671 - 20 maggio 1681 deceduto)
- Guillaume Bassery † (16 dicembre 1681 - 13 novembre 1690 nominato vescovo di Bruges)
- Martinus Stevaert † (10 ottobre 1691 - 17 aprile 1701 deceduto)
- Petrus Govarts † (11 novembre 1701 - 17 settembre 1726 deceduto)
- Franciscus van Rants, O.P. † (15 gennaio 1727 - ?)
- François Louis Sanguessa[9], O.F.M.Rec. † (19 luglio 1727 - 1727 dimesso)
- Johann Deurlinx † (31 gennaio 1728 - ? dimesso)
- Gisbert van der Asdonk † (23 marzo 1731 - 26 maggio 1742 deceduto)
- Johann van der Lee † (20 luglio 1742 - ?)
- Martinus van Litsenborg † (8 maggio 1745 - 6 gennaio 1756 deceduto)
- Andreas Aerts † (15 marzo 1763 - 13 agosto 1790 deceduto)
- Antonius van Alphen † (13 agosto 1790 succeduto - 1º maggio 1831 deceduto)
- Henricus den Dubbelden † (5 giugno 1831 - 13 ottobre 1851 deceduto)
- Joannes Zwijsen † (13 ottobre 1851 succeduto - 4 marzo 1853 nominato arcivescovo di Utrecht)

### Vescovi di 's-Hertogenbosch (sede restaurata)
- Joannes Zwijsen † (4 marzo 1853 - 4 febbraio 1868 nominato arcivescovo, titolo personale, di 's-Hertogenbosch) (amministratore apostolico)

- Joannes Zwijsen † (4 febbraio 1868 - 16 ottobre 1877 deceduto)
- Adrianus Godschalk † (8 gennaio 1878 - 4 gennaio 1892 deceduto)
- Wilhelmus van de Ven † (27 maggio 1892 - 22 dicembre 1919 deceduto)[10]
- Arnold Frans Diepen † (22 dicembre 1919 succeduto - 18 marzo 1943 deceduto)
- Willem Pieter Adrian Maria Mutsaerts † (18 marzo 1943 succeduto - 27 giugno 1960 dimesso[11])
- Wilhelmus Marinus Bekkers † (27 giugno 1960 succeduto - 9 maggio 1966 deceduto)
- Johannes Willem Maria Bluijssen † (11 ottobre 1966 - 1º marzo 1984 dimesso)
- Joannes Gerardus ter Schure, S.D.B. † (31 gennaio 1985 - 13 giugno 1998 ritirato)
- Antonius Lambertus Maria Hurkmans (13 giugno 1998 - 5 marzo 2016 dimesso)
- Gerard Johannes Nicolaus de Korte, dal 5 marzo 2016

## Statistiche
La diocesi nel 2022 su una popolazione di 2.168.000 persone contava 998.000 battezzati, corrispondenti al 46,0% del totale. Nel 2005 circa 1.178.000 persone (circa il 57,5% della popolazione) erano registrate negli archivi parrocchiali. Il numero dei fedeli che frequentavano la chiesa ogni domenica era di circa 7,7%.
| anno | popolazione | popolazione | popolazione | presbiteri | presbiteri | presbiteri | presbiteri                | diaconi | religiosi | religiosi | parrocchie |
| anno | battezzati  | totale      | %           | numero     | secolari   | regolari   | battezzati per presbitero | diaconi | uomini    | donne     | parrocchie |
| ---- | ----------- | ----------- | ----------- | ---------- | ---------- | ---------- | ------------------------- | ------- | --------- | --------- | ---------- |
| 1950 | 975.690     | 1.200.000   | 81,3        | 2.230      | 780        | 1.450      | 437                       |         | 4.900     | 10.500    | 356        |
| 1969 | 1.267.292   | 1.470.000   | 86,2        | 2.264      | 751        | 1.513      | 559                       |         | 3.355     | 8.145     | 438        |
| 1980 | 1.390.695   | 1.722.414   | 80,7        | 1.798      | 432        | 1.366      | 773                       | 2       | 2.620     | 6.706     | 381        |
| 1990 | 1.419.377   | 1.848.904   | 76,8        | 1.553      | 406        | 1.147      | 913                       | 9       | 2.054     | 5.557     | 376        |
| 1999 | 1.457.830   | 1.963.562   | 74,2        | 1.264      | 320        | 944        | 1.153                     | 61      | 1.540     | 4.342     | 363        |
| 2000 | 1.453.304   | 1.983.735   | 73,3        | 1.209      | 311        | 898        | 1.202                     | 63      | 1.462     | 4.148     | 355        |
| 2001 | 1.438.006   | 1.998.335   | 72,0        | 1.139      | 304        | 835        | 1.262                     | 69      | 1.356     | 3.838     | 334        |
| 2002 | 1.430.377   | 2.013.179   | 71,1        | 1.105      | 299        | 806        | 1.294                     | 76      | 1.308     | 3.621     | 336        |
| 2003 | 1.408.992   | 2.027.307   | 69,5        | 1.109      | 305        | 804        | 1.270                     | 79      | 1.275     | 3.464     | 327        |
| 2004 | 1.394.382   | 2.066.317   | 67,5        | 1.045      | 292        | 753        | 1.334                     | 78      | 1.193     | 3.303     | 325        |
| 2010 | 1.140.000   | 2.066.000   | 55,2        | 809        | 240        | 569        | 1.409                     | 84      | 858       | 2.328     | 296        |
| 2014 | 1.101.000   | 2.101.000   | 52,4        | 654        | 220        | 434        | 1.683                     | 93      | 683       | 1.708     | 166        |
| 2017 | 1.107.500   | 2.118.000   | 52,3        | 645        | 211        | 434        | 1.717                     | 90      | 683       | 1.708     | 166        |
| 2020 | 1.045.470   | 2.155.280   | 48,5        | 189        | 168        | 21         | 5.531                     | 90      | 270       | 1.708     | 59         |
| 2022 | 998.000     | 2.168.000   | 46,0        | 179        | 154        | 25         | 5.575                     | 87      | 275       | 1.708     | 60         |